# Chassors
Chassors település Franciaországban, Charente megyében. Lakosainak száma 1103 fő (2022. január 1.). Chassors Jarnac, Julienne, Les Métairies, Nercillac, Réparsac és Sigogne községekkel határos.

## Népesség
A település népességének változása:
| Lakosok száma | 823  | 1014 | 1105 | 1097 | 1108 | 1110 | 1102 | 1105 | 1097 | 1103 |
|               | 1968 | 1982 | 1990 | 2006 | 2013 | 2015 | 2017 | 2019 | 2020 | 2022 |